# Espace Culturel de la Marine
L' Espace Culturel de la Marine (en portugais : Espaço Cultural da Marinha) est un centre culturel situé dans le quartier du Centro à Rio de Janeiro.

## Historique
D'une surface d'exposition d'environ 1 100 m2, le musée est situé à Orla Prefeito Luiz Paulo Conde, entre Largo da Candelária et Praça Quinze, au bord de la baie de Guanabara. Il est géré par la Direction du patrimoine historique et de la documentation de la Marine .
Installé dans les anciens docks d'Alfândega, l'espace culturel a été inauguré le 20 janvier 1996. Le site abrite une partie importante des collections de la Marine brésilienne. Du musée, des bateaux partent quotidiennement pour Ilha Fiscal , le lieu où s'est déroulée la Baile da Ilha Fiscal , et où les passagers peuvent voir divers points touristiques et historiques autour .
Le 6 avril 2017, l'avant-projet d'un Musée Maritime (MuMa) a été présenté, qui devrait être construit sur le site où se trouve aujourd'hui l'Espace Culturel de la Marine. Actuellement, la marine brésilienne recherche des partenariats privés pour mener à bien le projet .

## Attractions
Parmi les principales attractions de l'espace, on peut y voir :
- le Galeota D. João VI , construit en 1808 à Salvador et utilisé par la famille royale pour des excursions dans la baie de Guanabara ;
- le sous-marin Riachuelo, construit en 1973, a parcouru plus de 181.000 milles marins avant d'être démobilisé ;
- le Laurindo Pitta, un remorqueur de 1910 ayant participé à la Première Guerre Mondiale ;
- le CTE Bauru (D-18) , un ancien destroyer d'escorte de la classe Cannon ;
- le Nau Capitânia, une réplique d'un navire portugais de l'époque de la découverte du Brésil , construit pour commémorer le 500e anniversaire de l'événement ;
- un hélicoptère de l' Aéronavale .

## Galerie

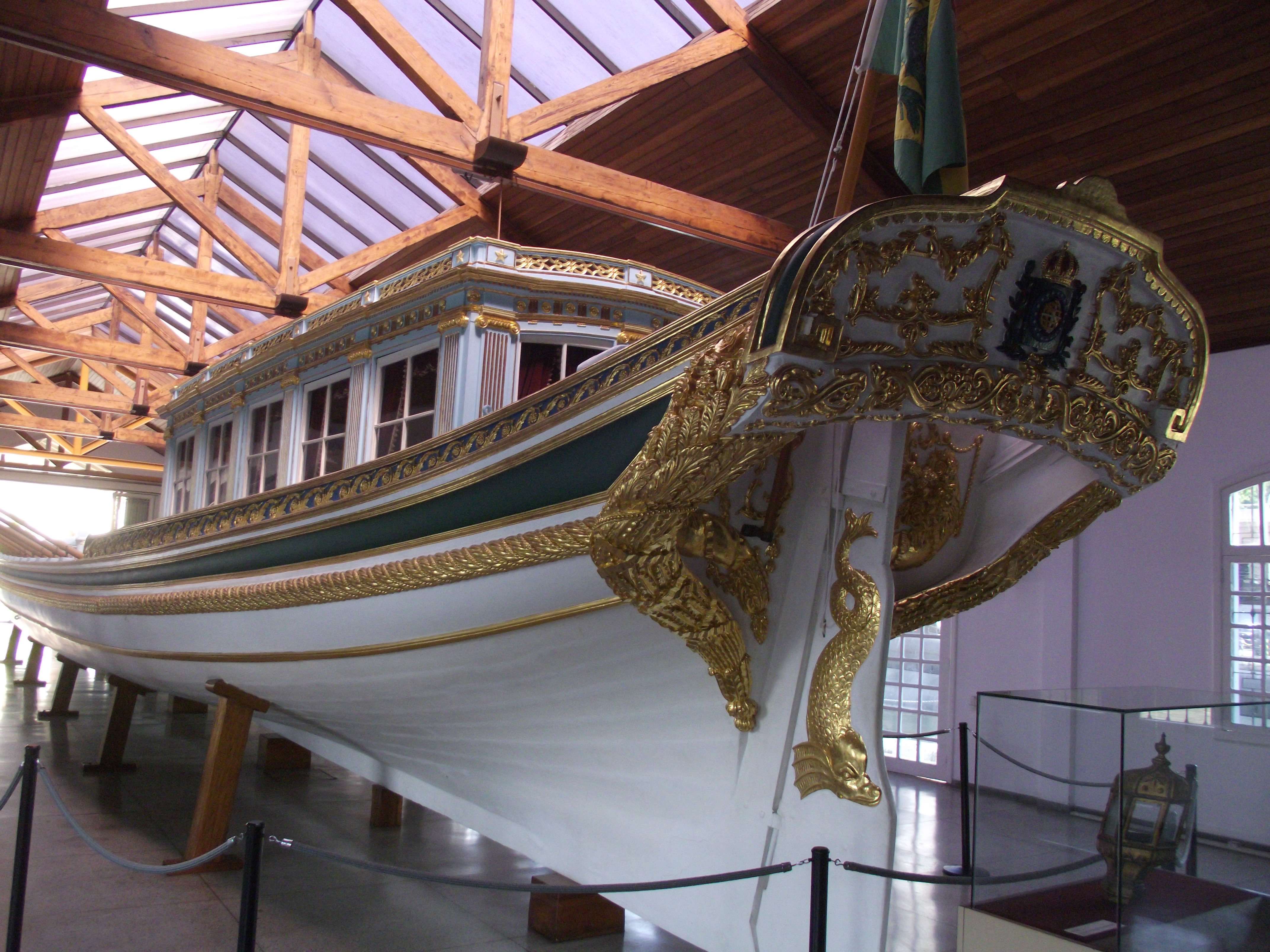
Galère D. João VI
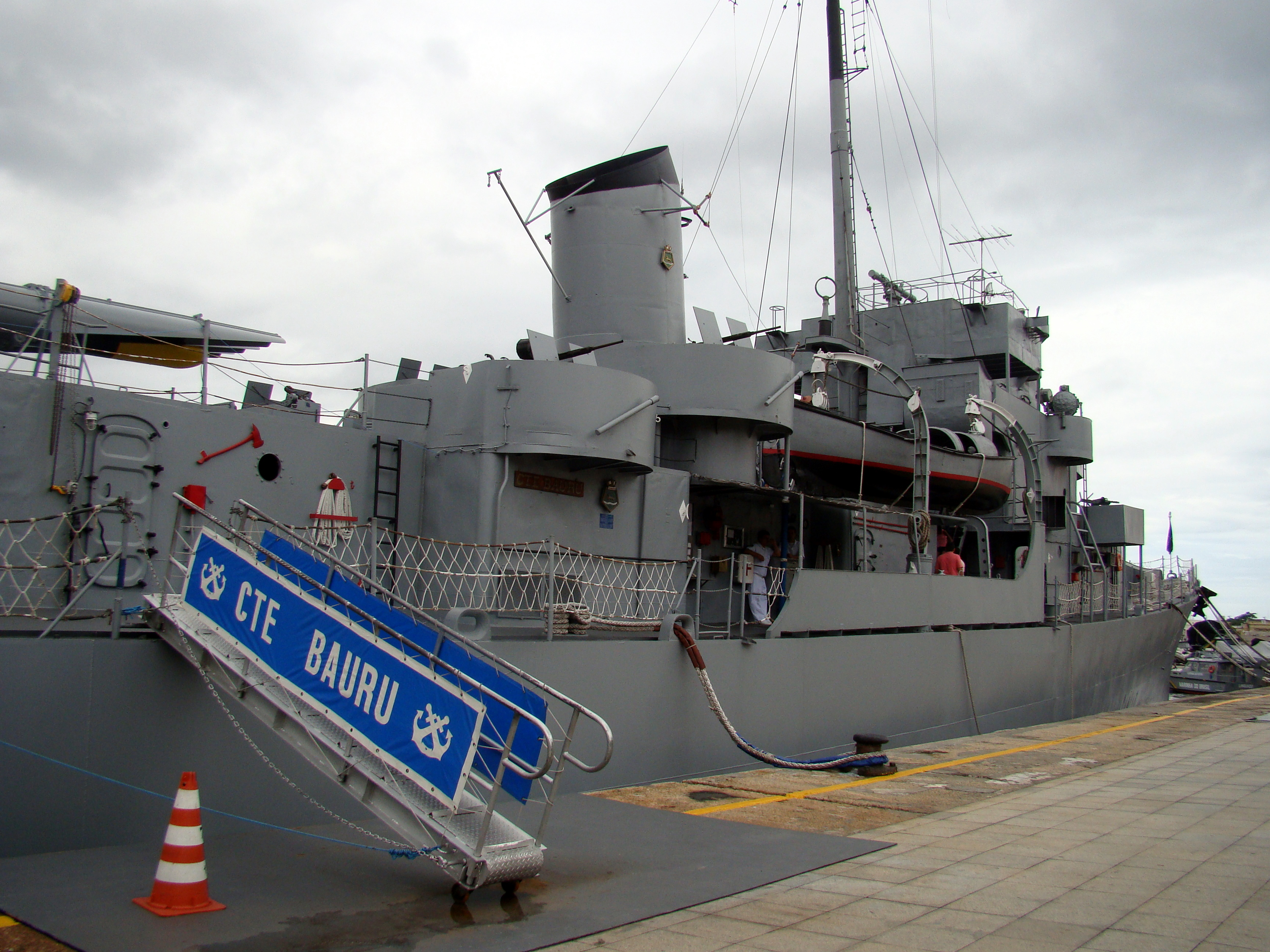
CTE Baru
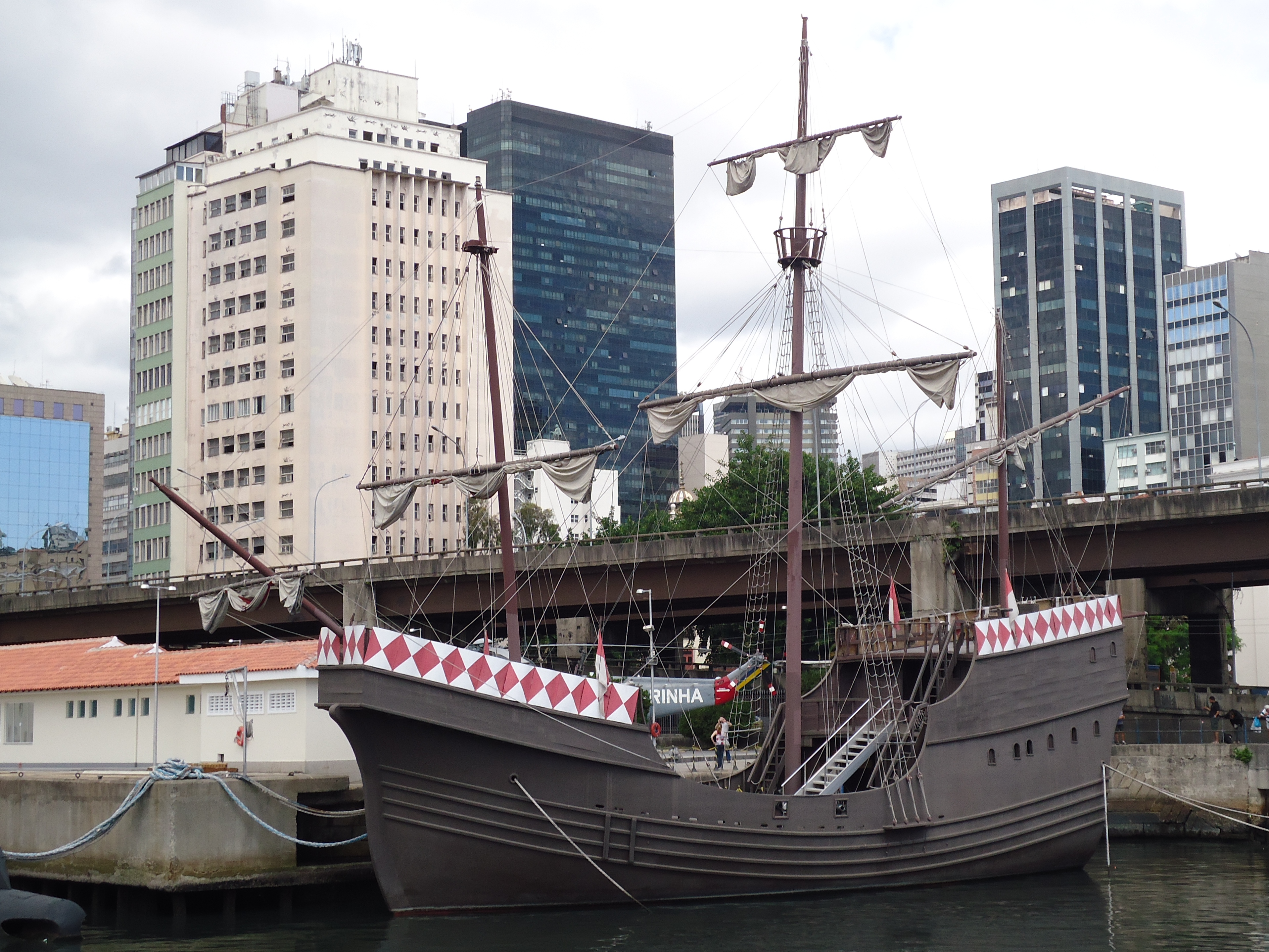
Nau Capitânia
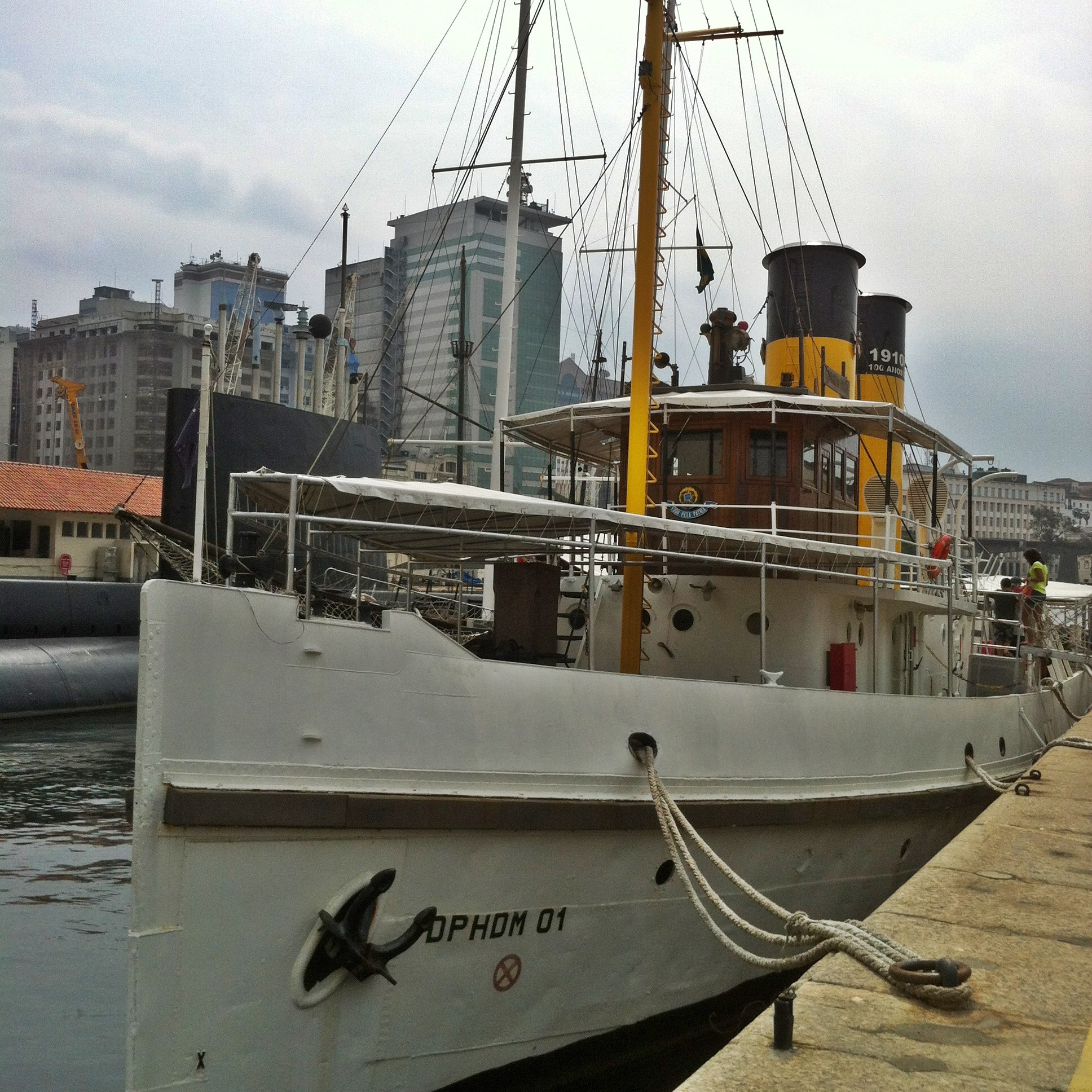
Laurindo Pitta

## Source
- (pt) Cet article est partiellement ou en totalité issu de l’article de Wikipédia en portugais intitulé « Espaço Cultural da Marinha » (voir la liste des auteurs).

### Article lié
- Liste de musées au Brésil